# حصة الإنتاج

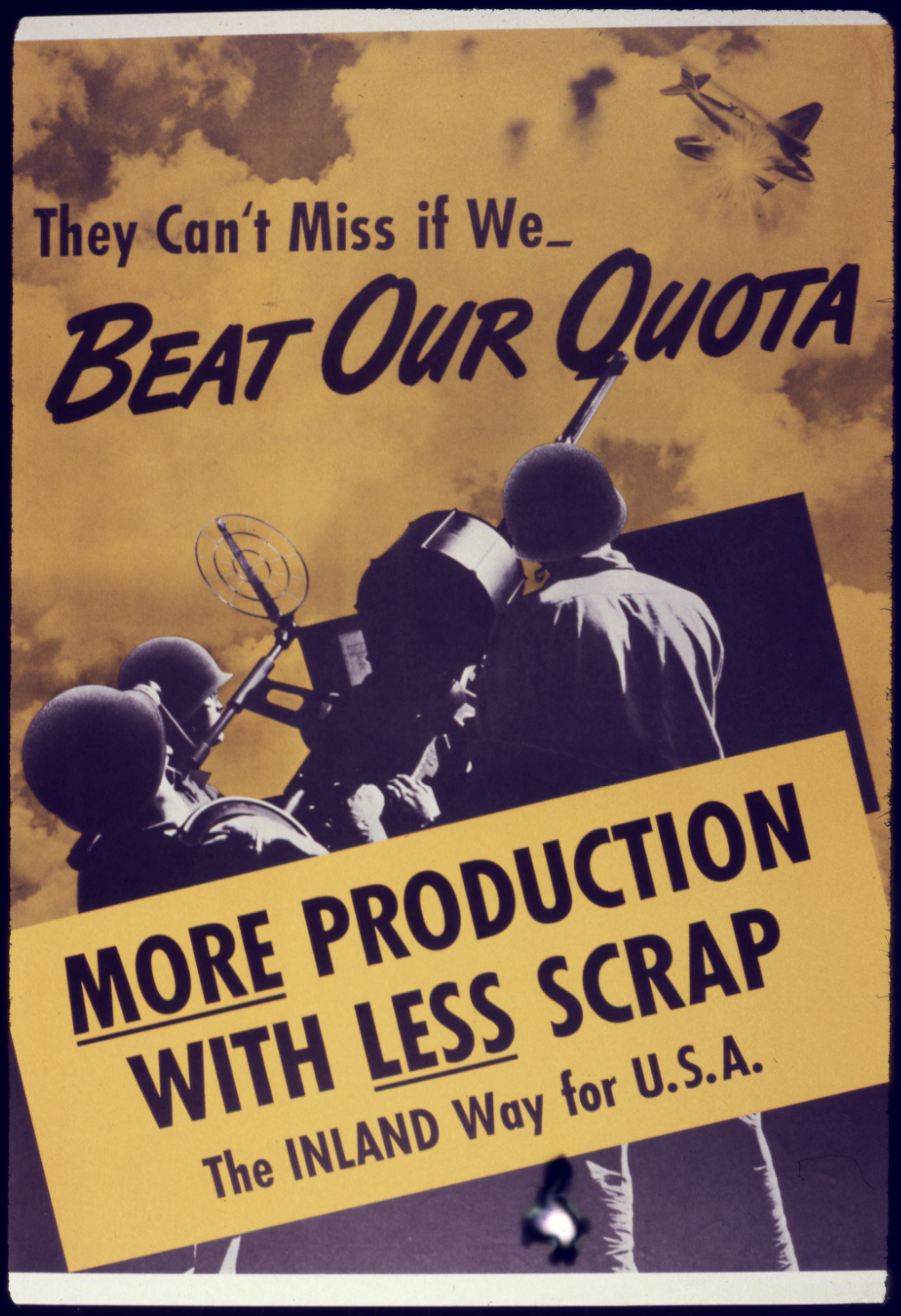
حصة الإنتاج: دور الحوافز والكفاءة في تحقيق الأهداف الإنتاجية

حصة الإنتاج هي هدف في إنتاج السلع. وعادة ما تحددها حكومة أو منظمة ويمكن تطبيقها على عامل أو شركة أو صناعة أو بلد. ويمكن استخدامها في تعيين حصص عالية لتشجيع الإنتاج أو لتقييد الإنتاج لدعم مستوى سعر معين.

## أمثلة
- استخراج النفط في أوبك
- السياسة الزراعية المشتركة في الاتحاد الأوروبي